# Hesperiphona
Hesperiphona is een geslacht van zangvogels uit de vinkachtigen (Fringillidae).

## Soorten
Het geslacht kent de volgende soorten:
- Hesperiphona abeillei – Witschouderdikbek
- Hesperiphona vespertina – Avonddikbek